# 菲岑
菲岑是德国石勒苏益格－荷尔斯泰因州的一个市镇。总面积9.11平方公里，总人口370人，其中男性182人，女性188人（2011年12月31日），人口密度41人/平方公里。